# 蕭遠
蕭遠（17世紀—17世紀），字槐徵、又字清伯，廣東韶州府曲江縣人，明朝文人。

## 生平
蕭遠幼年已經聰慧，與同輩兒童不同，每天背誦萬言文章，童子試總奪得第一；崇禎九年（1636年）考獲舉人，十三年（1640年）會試中副榜，與知名同輩互相結交；他擅長經史、繪畫和篆刻，徵求其詩文者總佈滿其家外，下筆也能千言立就，同時喜歡宴客，考據鐘鼎上的遺文，時人稱為韶陽風雅的領袖。

## 引用
1. 1 2  康熙《韶州府志·卷八·人物志》：韶州府曲江縣……蕭遠 字槐徵，慧捷不與凡兒伍，髫年日誦萬言，經史子集靡不規究，試輙冠軍；崇　丙子舉於鄉，中庚辰科副榜，知名輩競與納交，徵詩文者戶外屢滿，詩詞歌賦下筆千言立就，尤工繪事精篆刻，輕財好客，每以孔北海座上樽中二語擊節自喜，蓋韶陽風雅之領袖也。
2. ↑  同治《曲江縣志·卷十四·列傳》：蕭遠，字槐徵 舊志作清伯 ，曲江人，幼聰慧日誦萬言，長通經史，工詩善繪，精篆刻喜延客，日攷鐘鼎遺文時稱博雅；崇正丙子鄉薦，庚辰會試乙榜。